# ON THE ROAD (アルバム)
『ON THE ROAD』（オン・ザ・ロード）は、1982年2月25日に発売された浜田省吾の初のライブ・アルバムで、初の日本武道館公演と広島郵便貯金ホール（現・上野学園ホール）の模様を収録している。

## 概要
レコード盤は、LP+12インチの2枚組で発売された。1985年12月1日にCDとして発売されたが、1枚にまとめられており、曲順が異なっている。
タイトル曲｢ON THE ROAD｣は本作唯一のスタジオ録音で、浜田は本作発売が決まった際に「ライブ・アルバムなんだから、新曲は必要ないんじゃないか」と話したが、ディレクターの須藤晃が「どうしても必要だ」ということで制作され、本作に収録の上、シングル盤としても同時発売された。
2021年6月23日に再々発売され、デジタルリマスターが施されている。

## 記録
本作で、シングル・アルバム通じ自身初のオリコンチャートベスト10入りを達成した。
1996年時点での累計売上は445,192枚（アナログ盤・CD・カセットを合わせた総計）。

## 収録曲

### RECORD 1 / SIDE A
1. 壁にむかって
2. 明日なき世代
3. 土曜の夜と日曜の朝
4. 陽のあたる場所
  - 曲の間奏部分に浜田のMCが収録されている。

### RECORD 1 / SIDE B
1. 終りなき疾走
2. 独立記念日
3. 反抗期
4. 東京
5. 愛の世代の前に

### RECORD 2 / SIDE A
1. 路地裏の少年

### RECORD 2 / SIDE B
1. Midnight Blue Train
2. ON THE ROAD
  - 唯一のスタジオ録音。シングルとしても同時発売された。

### CD
1. 壁にむかって
2. 明日なき世代
3. 土曜の夜と日曜の朝
4. 陽のあたる場所
5. 路地裏の少年
6. 終りなき疾走
7. 独立記念日
8. 反抗期
9. 東京
10. 愛の世代の前に
11. Midnight Blue Train
12. ON THE ROAD

## 参加ミュージシャン
- All Numbers Performed by 浜田省吾 & THE FUSE
  - 6st 12st Acoustic Guitar, 6st 12st Electric Guitar and Harmonica：浜田省吾
  - Drums and Chorus：鈴木俊二
  - Bass and Chorus：江澤宏明
  - Acoustic Piano and Chorus：板倉雅一
  - Electric Piano and Synthesizer, Strings Ensemble and Chorus：一戸清
  - 12st Acoustic Guitar, Electric Guitar, Strings Ensemble and Chorus：町支寛二

- Horn Section
  - Trumpet：新田一郎、 兼崎順一
  - Trombone：早川隆章
  - Saxophone：金城寛文

- Guest Musician
  - Electric Guitar：水谷公生 （終りなき疾走、独立記念日、反抗期、東京、愛の世代の前に）